# Tárkány
Tárkány es un pueblo ubicado en el distrito de Kisbér, condado de Komárom-Esztergom, Hungría.

## Superficie
Posee una superficie de 64,94 kilómetros cuadrados.

## Demografía
Hasta 2022 la población era de 1426 habitantes, con una densidad de población de 21,96 habitantes por kilómetro cuadrado.